# Christine Schnell
Christine Schnell-Neu (* 20. Oktober 1950 in Berlin) ist eine deutsche Hörspielsprecherin, Synchronsprecherin und Schauspielerin.

## Leben
Nach dem Abitur absolvierte sie eine Schauspielausbildung in Berlin, welche sie 1972 abschloss. Im Anschluss war sie an verschiedenen Theaterbühnen, unter anderem in Rendsburg, Hannover, Hildesheim, Hamburg, Regensburg und Berlin, tätig. Seit den 1970er Jahren ist sie mit Gastauftritten in diversen Film- und Fernsehproduktionen zu sehen, so zum Beispiel in der sechsteiligen Verfilmung des Märchens Das kalte Herz oder den Fernsehserien Berliner Weiße mit Schuss und Spreepiraten.
Bekannt ist Schnell vor allem durch die Rolle der Tanja in der Jan-Tenner-Hörspielserie geworden und durch mehrere Hörspiele des Labels Kiosk, wie z. B. Benjamin Blümchen, Die Nibelungen oder Bibi Blocksberg sowie Animationsfilmen. Im Jahr 1996 schloss sie ein Studium der Theaterpädagogik ab.
Christine Schnell-Neu gehört zum festen Ensemble des Papilio Theaters. In den vergangenen Jahren übernahm sie auch Regie für Stücke, u. a. für Harold und Maude am Theater in Gleußen.

## Werke

### Filmografie
- 1970: Der Portland-Ring
- 1976: Verdunkelung – Der Eisenbahnmörder
- 1977: Der Haupttreffer
- 1978: Das kalte Herz
- 1979: Denkste!?: 'ne Tasche voll Geld[3]
- 1986: Berliner Weiße mit Schuss (Fernsehserie)
- 1989: Justitias kleine Fische: Komm in meine Liebeslaube
- 1989: Spreepiraten: Bye, bye, Mama!
- 1990: Das kleine Fernsehspiel: Das Glück sei Unbeweglichkeit
- 1992: Gute Zeiten, schlechte Zeiten (2 Folgen)
- 2002: Hinter Gittern – Der Frauenknast: Russisch Roulette

### Hörspiele
- Benjamin Blümchen: Benjamin im Krankenhaus (13) als Mutter und Kassiererin
- Benjamin Blümchen: Benjamin als Filmstar (14) als Maskenbildnerin
- Benjamin Blümchen: Benjamin im Urlaub (15) als Frau
- Benjamin Blümchen: Benjamin träumt (16) als Elefantin
- Benjamin Blümchen: Benjamin auf Skiurlaub (17) als Mutter
- Benjamin Blümchen: Benjamin als Kinderarzt (22) als Frau
- Benjamin Blümchen: Benjamin als Feuerwehrmann (31) als Lehrerin
- Benjamin Blümchen: Die Verkehrsschule (32) als Frau
- Benjamin Blümchen: Benjamin kauft ein (39) als Frau
- Benjamin Blümchen: Benjamin als Pirat (41) als Frau
- Benjamin Blümchen: Benjamin als Müllmann (49) als Frau
- Jan Tenner: Folge 1–3 als Tanja
- Brollum – Das Geheimnis im Schloss (Einzelhörspiel) als Elsa
- Bibi Blocksberg: Hexen gibt es doch! (1) als Frau
- Bibi Blocksberg: Die Kuh im Schlafzimmer (6) als Frau
- Bibi Blocksberg: Ein verhexter Sonntag (13) als Kassiererin
- Die Nibelungen: Zwerge und Könige (2) als Zofe
- Die Nibelungen: König Gunther wird munter (3) als Hofdame
- Die Nibelungen: Der Kampf der Könige (4) als Kammerfrau
- Die Nibelungen: Die Doppelhochzeit (6) als Frau
- Die Nibelungen: Kriemhilds Rache (8) als Nixe
- Die kleinen Detektive: Die Trickbetrügerin (7) als Britta Hansen
- Jim Salabim: Zirkus Hipp in großer Not (4) als Irina
- Pony Panos: Der Kasperlemann (2) als Henriette

### Synchronisation
- als Atta in Captain Future: Ein gefährliches Geheimnis
- Sophie Barjac: als Veronique in Her mit den kleinen Engländerinnen
- Meg Gallagher: als Louella Caraway in Dallas
- als Kaninchenmutter in Puschel, das Eichhorn
- Chong Ming: als Fang in Im Bus Nummer 3 lt. Synchrondatenbank